# Jadwiga Rudnicka
Jadwiga Julia Rudnicka (ur. 28 sierpnia 1931 w Sokołówce) – polska polityk i działaczka społeczna, posłanka na Sejm I kadencji, senator VI kadencji.

## Życiorys
W 1964 ukończyła studia na Wydziale Chemii Politechniki Śląskiej. W latach 1955–1981 pracowała w biurze projektowym. W 1980 wstąpiła do NSZZ „Solidarność”. Od 1991 do 2005 była pełnomocnikiem dyrektora do spraw inwestycji w Centrum Onkologii – Instytucie im. Marii Skłodowskiej-Curie w Gliwicach. Objęła funkcje prezesa Fundacji na rzecz Hospicjum w Gliwicach, wiceprzewodniczącej Śląskiego Oddziału Polskiego Towarzystwa Walki z Rakiem, wiceprzewodniczącej zarządu głównego Towarzystwa Obrony Kresów Zachodnich Polski. Działała również w Towarzystwie Miłośników Lwowa i Towarzystwie Polska-Ukraina „Kontakt”.
W 1991 z ramienia Wyborczej Akcji Katolickiej została posłem I kadencji, w trakcie której przeszła z klubu parlamentarnego Zjednoczenia Chrześcijańsko-Narodowego do Chrześcijańskiej Demokracji. Działała w ChDSP i Stronnictwie Pracy. W latach 1998–2002 zasiadała z ramienia Akcji Wyborczej Solidarność w sejmiku śląskim, następnie do 2005 była radną rady miasta Gliwice. Z listy Prawa i Sprawiedliwości w 2001 bezskutecznie kandydowała do Sejmu jako członkini Stronnictwa Pracy. Później wstąpiła do PiS i z jego ramienia w 2005 uzyskała mandat senatorski w okręgu gliwickim. W wyborach parlamentarnych w 2007 nie kandydowała na kolejną kadencję. W wyborach do Parlamentu Europejskiego w 2009 i 2014 bez powodzenia ubiegała się o mandat deputowanej w okręgu katowickim.
Odznaczona Krzyżem Wolności i Solidarności (2016), Złotym Krzyżem Zasługi (2011) oraz Krzyżem Oficerskim Orderu Odrodzenia Polski (2020).